# Жозеф Вресінськи
Жозеф Вресінськи (фр. Joseph Wresinski, пол. Józef Wrzesiński; 12 лютого 1917, Анже — 14 лютого 1988, Сюрен) — французький католицький священник, суспільний діяч, філософ, правозахисник, засновник міжнародного руху АТД Четвертий Світ.

## Життєпис
Мати Жозефа Вресінського походить з Іспанії, батько — поляк, громадянин Німеччини, які під час Першої світової війни емігрували до Франції. Дитинство Жозефа Вресінського минало в бідності. До досвіду свого дитинства й досвіду своїх батьків Жозеф Вресінськи часто повертається у своїх літературних, публіцистичних працях.
З червня 1946 року був католицьким священником. У липні 1956 року, за дорученням єпископа, долучився до поселення бездомних сімей в паризькому передмісті Нуазі-ле-Гран, аби служити там 252 сім'ям і жити разом з ними. Наступного року Жозеф Вресінськи разом з бідними сім'ями з поселення засновує товариство відоме згодом як АТД Четвертий Світ, що повстало для боротьби за права найбідніших. Винятковістю підходу Жозефа Вресінського було те, що найбідніші сім'ї мали стати не пасивним об'єктом соціальної політики, а учасниками і партнерами в створенні соціальних змін. Термін «четвертий світ» походить з часів Великої французької революції, коли була проголошена хартія «четвертого стану», в якому за «четвертий стан» вважали всіх обездолених і бідних, що були винятково обділені правами.
Згодом до Жозефа Вресінського в поселенню для бездомних сімей в Нуазі-ле-Гран починають приєднуватися волонтери, рух розростається і стає міжнародним. Окрім соціальної роботи Жозеф Вресінськи разом з сім'ями з Нуазі-ле-Гран, волонтерами і симпатиками руху включаються в науково-дослідницьку роботу, пізнаючи механізми створення бідності та соціального виключення, пише численні праці, в яких ділиться своїми міркуваннями й документує біографії найбідніших сімей.

Жозеф Вресінськи писав: 
|  | Бідність створена людьми і лише людям під силу її викорінити |

.

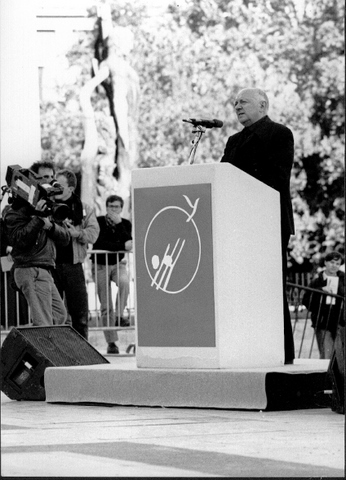
Жозеф Вресінськи 17 жовтня 1987 року на маніфестації в Парижі

З ініціативи Вресінського 17 жовтня 1987 року в Парижі на пл. Трокадеро у присутності стотисячної маніфестації був урочисто відкритий меморіальний камінь пам'яті жертв бідності.
З 1992 року 17 жовтня проголошено Генеральною Асамблеєю ООН Міжнародним Днем боротьби з бідністю.
Похований Жозеф Вресінськи в Мері-сур-Уаз недалеко від Парижа.